# 阿爾巴 (密歇根州)
阿爾巴（英語：Alba）是位於美國密歇根州安特里姆縣的一個普查規定居民點。

## 人口
根據2020年美國人口普查的數據，阿爾巴的面積為7.07平方千米，當中陸地面積為7.07平方千米，而水域面積為0.00平方千米。當地共有人口287人，而人口密度為每平方千米40.59人。